# Ilex cupreonitens
Ilex cupreonitens är en järneksväxtart som beskrevs av Cheng Yih Wu och Y.R. Li. Ilex cupreonitens ingår i släktet järnekar, och familjen järneksväxter. Inga underarter finns listade i Catalogue of Life.